# Альбуркерке
Альбурке́рке (ісп. Alburquerque, МФА: [alβurˈkerke]) — муніципалітет в Іспанії, у складі автономної спільноти Естремадура, у провінції Бадахос. Населення — 5678 осіб (2010).

## Назва
- Альбурке́рке (ісп. Alburquerque) — сучасна іспанська назва. Точна етимологія невідома. За однією версію, місто назване від латинського словосполучення Албус-керкус (лат. Albus quercus, «білий дуб»), за іншою — від арабського Абу-аль-Курк (Abu-al-Qurq, «край коркових дубів»).
- Альбуке́рке (ісп. Alburquerque) — альтернативна іспанська назва; від неї походить португальський варіант Албукерке та назва американського міста Альбукерке. Буква «р» в назві була опущена[1][2].

## Географія
Муніципалітет розташований на португальсько-іспанському кордоні.
Муніципалітет розташований на відстані близько 310 км на південний захід від Мадрида, 38 км на північ від Бадахоса.

Провінція Бадахос
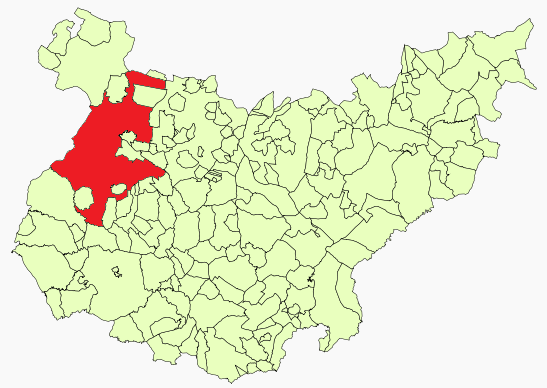
Бадахос
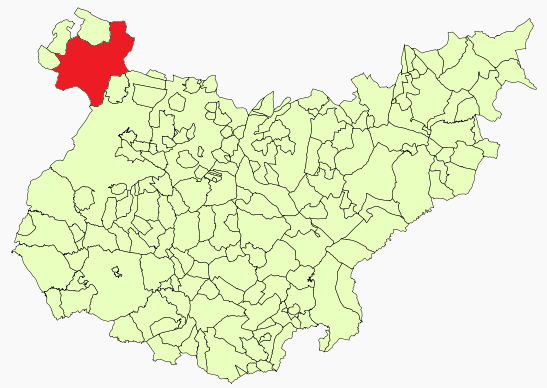
Альбуркерке

## Парафії
Дані про населення за 2010 рік
- Альбуркерке: 5485 осіб
- Бенавенте: 96 осіб
- Касас-де-Сан-Хуан: 51 особа
- Сільвестре: 12 осіб
- Техарехо: 34 особи

## Демографія
Динаміка населення (INE ):

## Галерея зображень

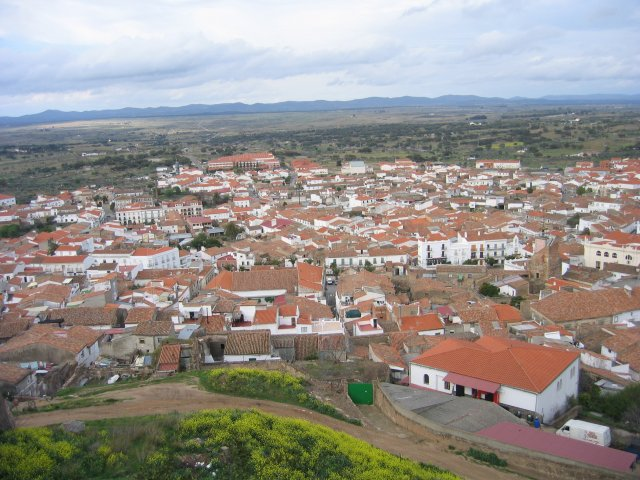
Альбуркерке, вид з замку
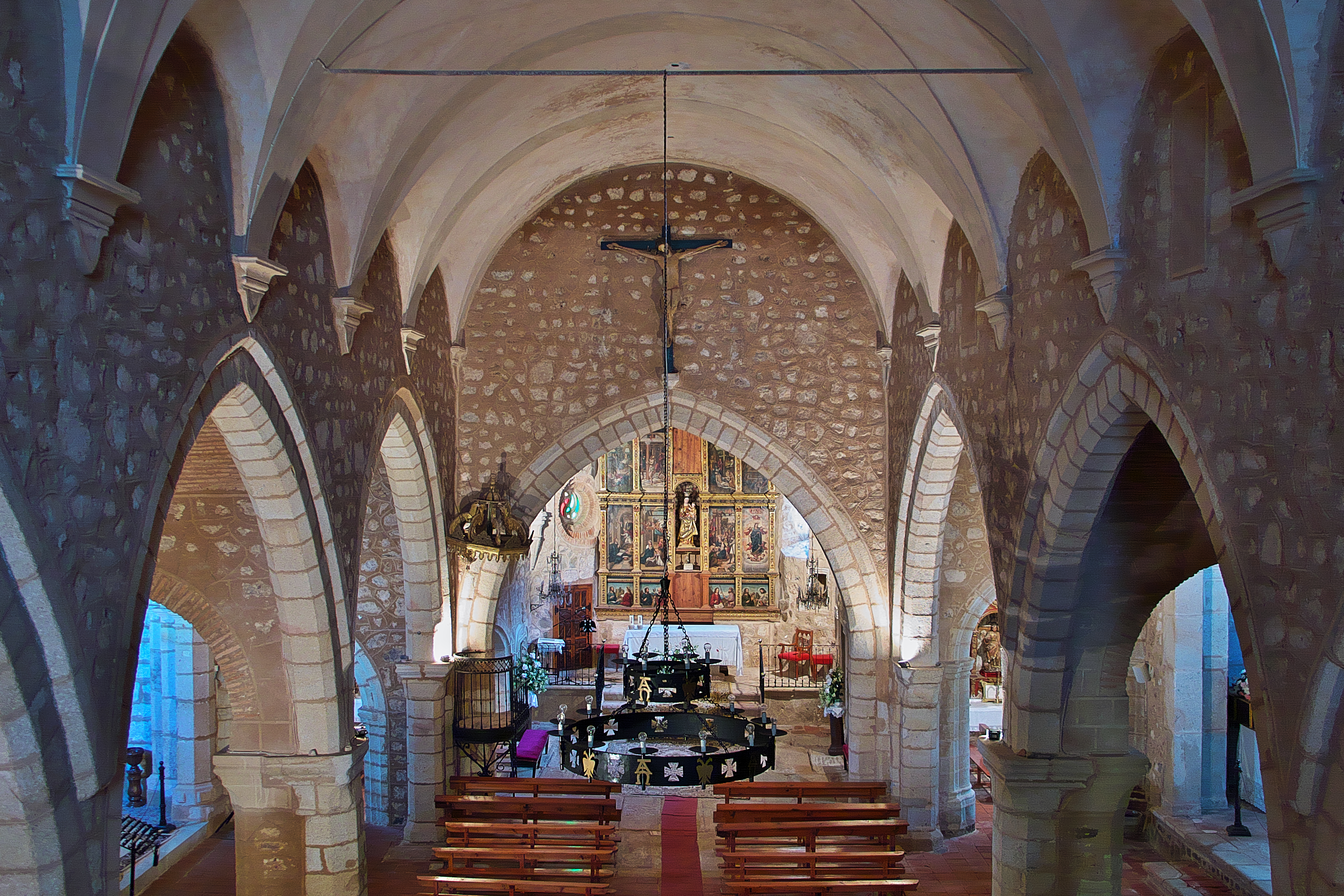
Нава церкви Санта-Марія-дель-Меркадо